# 小行星9347
小行星9347（英語：9347）是一颗围绕太阳公转的小行星。1991年9月15日，亨利·E·霍爾特在帕洛马山发现了此天体。
这颗小行星的绝对星等为129.1954570493896等。